# Maoriregenpfeifer
Der Maoriregenpfeifer oder Tūturiwhatu (Anarhynchus obscurus) ist ein Vogel aus der Familie der Regenpfeifer.

## Verbreitung und Gefährdung
Die Art kommt in zwei Unterarten auf Neuseeland vor. A. o. obscurus (J.F.Gmel., 1789) besiedelte früher einen Großteil der Südinsel, brütet heute aber nur noch im Inland von Stewart Island. Die Population zählte 2004 noch etwa 250 Tiere. A. o. aquilonius (Dowding, 1994) brütet an der Küste der Nordinsel, vorwiegend nördlich des 39. Breitengrads. Die Population wurde 2004 auf etwa 1700 Tiere geschätzt.
Die Art gilt als gefährdet. Hauptgründe hierfür sind die Lebensraumzerstörung sowie die Störung durch Menschen und eingeführte Arten wie die Hauskatze. 1993 und 2004 wurden vom Neuseeländischen Umweltschutzministerium Schutzprogramme entworfen.

## Beschreibung
Der Maoriregenpfeifer ist die größte Art der Gattung Anarhynchus, ausgewachsene Tiere erreichen eine Körperlänge von 25 cm und ein Gewicht von 130 bis 170 g. Der Rücken des Vogels ist vorwiegend braun, der Bauch ist im Spätsommer und Herbst cremefarben, im Winter und Frühjahr auffällig rot-orange. Der kräftige Schnabel ist schwarz, die Beine sind grau. Die südliche Unterart ist etwas größer.

## Fortpflanzung
Der Maoriregenpfeifer nistet von September bis Februar, meist an weiten, gut einsehbaren Stränden. Drei Eier werden in eine wenig ausgearbeitete Grube gelegt und etwas über 30 Tage bebrütet.